# 平修
平 修（たいら おさむ、6月25日 - ）は、日本の男性声優、俳優。兵庫県出身。ムーブマン所属。

## 人物
趣味はバンド活動、食道楽、船に乗る事。特技はパンクロックの作曲と演奏、ブルージーな歌声、ルーン占い（プロ）。資格は普通自動車免許、実用英語技能検定準2級。

## 出演

### テレビドラマ
- 名探偵・金田一耕助 三つ首塔（1988年）
- 天下の副将軍水戸光圀 徳川御三家の激闘（平蔵、1992年1月）
- 徳川武芸帳 柳生三代の剣（柳生佐門、1993年）

### テレビ番組
- 知ってるつもり?!
- 奇跡体験!アンビリバボー（清野一博、2008年10月11日）

### 映画
- 四十七人の刺客（竹林の少年、1994年10月）

### テレビアニメ
- アクエリオンロゴス（2015年、研究員、イベントスタッフB）
- ルパン三世 (2015年TVシリーズ)（2015年、ワン兄、警官A）
- ユーリ!!! on ICE（2016年、客1）
- ロクでなし魔術講師と禁忌教典（2017年、教師B）
- イナズマイレブン アレスの天秤（2018年、前野大豊、灰崎の父）
- ルパン三世 PART5（2018年、鼠、残党C、兵士B）
- ルパン三世 PART6（2021年、警官B）
- Helck（2023年、旅人）
- 烏は主を選ばない（2024年、合力）

### 劇場アニメ
- 新劇場版 頭文字D Legend3 -夢現-（2016年、章夫）
- ルパン三世 THE FIRST（2019年、ハンス）

### Webアニメ
- DEVILMAN crybaby（2018年、ウェブプロデューサー）
- 無限の住人-IMMORTAL-（2019年）
- Shenmue the Animation（2022年、レン[2]）

### ゲーム
- Fallout 76（2018年）
- シェンムーIII（2019年、刃武鷹）
- ヘブンバーンズレッド（2022年、祖父）

### 吹き替え

#### 映画
- インフェルノ（パルケル〈ファウスト・マリア・シャラッパ〉）
- クリード チャンプを継ぐ男（ダニー・“スタントマン”・ウィーラー〈アンドレ・ウォード〉）
- 荒野の用心棒 ※テレビ朝日版追加録音
- ゴッホ 最期の手紙（ズアーブ兵〈ジョッシュ・バーデット〉）
- ジュマンジ/ウェルカム・トゥ・ジャングル
- スター・ウォーズ/最後のジェダイ
- 007 スペクター（マネーペニーの恋人）
- デンジャラス・バディ
- トランスフォーマー/最後の騎士王
- ブライド・ウエポン（シルビオ）
- ブラック アンド ブルー（ケヴィン・ジェニングス〈リード・スコット〉）
- プロメテウス ※ザ・シネマ版
- リバティ・バランスを射った男（リーズ〈リー・ヴァン・クリーフ〉）※VOD版
- ローグ・ワン/スター・ウォーズ・ストーリー
- ワンダーウーマン

#### ドラマ
- アイアン・フィスト
- アクエリアス 刑事サム・ホディアック（ロイ）
- キス・ミー・ファースト（フォース）
- キャリアを引く女〜キャリーバッグいっぱいの恋〜（カン）
- キング・オブ・メディア（コリン）
- クリミナル・マインド FBI行動分析課
- ジェシカ・ジョーンズ
- SUPERGIRL/スーパーガール
- スーパーナチュラル
- ダウントン・アビー4（アレックス・グリーン〈ナイジェル・ハーマン〉）
- HEROES REBORN/ヒーローズ・リボーン（ディアリング）
- THE BLACKLIST/ブラックリスト
- ベター・コール・ソウル
- 法医学医 ダニエル・ハロウ（サイモン・ヴァン・レイク）
- またの名をグレイス（マクダーモット）

#### アニメ
- ヴォルトロン（ハクサス、ラーン）
- サーフズ・アップ2
- ファインディング・ドリー（黄色の魚3）

### ボイスオーバー
- あなたも行ける!世界の過激&絶景アドベンチャーツアー
- 世界の危険すぎる道
- news every.
- BS世界のドキュメンタリー
- フィッシング・アドベンチャー（ジョン、ドリュー）

### ナレーション
- けーぶるにっぽん〜躍動JAPAN
- news every.

### 舞台
- 女三銃士〜ダルタニヤンの冒険（枢機卿）
- 群読 口伝 平家物語
- 新宿区若松地域協働助成事業 平家物語に親しむ会 Vol.2
- 幻の燻玉チャーシュー麺を探して〜荻窪編〜
- 朗読公演 stage1『雨とカルテット』

### イベント
- キンダーフィルムフェスティバル「ランウェイ」（エルネスト）
- チャップリン・ザ・ワールド声優口演SPECIAL〜ヴォイス･オブ･チャップリン〜
- 第10回東京楽笑寄席 新人会 落語